# Liparits-Orbeliani
Els Liparit (plural Liparits o Liparítides o Lipàrides; en georgià: ლიპარიტები, Liparitisdzé, també Baghuashi (ბაღჳაში)) foren una família feudal (didebuli) de la Geòrgia medieval que podria derivar de la família armènia dels Mamiconis i que fou l'origen dels Orbelian (en armeni Օրբելիներ) o Orbeliani (en georgià). Va tenir membres destacats entre el segle x i el XII, coneguts per la seva oposició a la casa dels Bagràtides. La branca principal dels Lipàrides va agafar el nom d'Orbeliani (d'un dels seus feus) i va acabar marxant del país el 1177, establint-se a Armènia on amb el nom d'Orbelian, sent sobirans de Siunia.

## Història
Cyril Toumanoff i altres els consideren descendents d'un príncep Mamiconi, de nom Artavasdes Mamiconi, estrateg del tema dels Anatòlics, refugiat a al regne d'Ibèria (Geòrgia) el 771, quan el poder de la seva família a Armènia es va enfonsar; però molts historiadors georgians i d'altres llocs els consideren originaris de Geòrgia occidental, del districte d'Argvètia d'on foren expulsats pel rei d'Abkhàzia vers 875. L'epònim de la dinastia, Liparit, es va establir a Trialet (Trialètia), al sud de Geòrgia vers el 876, rebent el malnom de "Baghuashi", probablement derivat de baghva, un nom arcaic georgià que vol dir "assolant" i va fer arrels a la regió. Va portar el títol de eristhavi (duc) de Kldekari-Trialètia i duc de Margveri. Alguns membres de la família s'establiren després a l'oest d'Ibèria, i Ivane I (Ivani I Liparit) obtingué el feu de «Orbeti-Samschvilde» que més tard donarà, sens dubte, un nou nom a la seva família.
Al seu nou feu els liparits o lipàrides (o liparítides) van acceptar la sobirania del curopalata David I Bagrationi, fill i successor de Bagrat I Bagrationi, que era nominalment vassall romà d'Orient i vassall del califa, però de fet independent (876-880). Van construir una fortalesa anomenada Khilde Karni en una estratègica muntanya de la serralada de Trialètia; aquesta zona pertanyia en feu de David al seu parent Guaram Mampali, i això va portar a l'enfrontament entre liparits i bagràtides fins a la mort de David a mans del seu nebot Nasra (fill de Guaram Mampali) el 880/881. En la guerra civil que va seguir al camp bagràtida, Liparit va donar suport a l'hereu de David, Adarnases IV, contra Nasr (Gurguèn) Bagrationi; Adarnases va triomfar finalment vers 888 o 889 amb suport d'Armènia i fou coronat rei dels kartvels i curopalata d'Ibèria. Liparit i els seus hereus es van assegurar el feu de Trialètia i Kldekari. Aviat van prosperar augmentant en territori i en prestigi. Bagrat III l'unificador, rei d'Abkhàzia (976-1014) es va titular curopalata des del 1001 (quan Taoklardjètia va passar a Biazanci) i va heretar el regne dels kartvels el 1008 (1008-1014) unificant les tres parts del país. En aquell moment els liparídes eren uns dels seus vassalls més poderosos.
A mitjan segle xi els lipàrides van arribar al seu màxim poder territorial i polític i durant cent anys foren els líders dels senyors feudals de Geòrgia en la seva lluita contra el creixent poder dels reis. El 1047 un representant de la família, Liparit IV (Liparit Liparitisdzé), va començar a actuar obertament contra el rei Bagrat IV de Geòrgia; els eristhavis que Bagrat havia instal·lat a Aní, van ser empresonats per gent lleial a Liparit, i el catolicós dels armenis, Petros (Pere), va entregar la ciutat als romans d'Orient. Bagrat va marxar contra Kldekari, però Liparit, que tenia l'ajuda dels romans d'Orient, va resistir. Durant els següents anys es van produir nombrosos combats dels que Liparit i els seus aliats grecs sortien quasi sempre guanyadors. El 1054 el rei va marxar a Constantinoble per demanar la fi de l'ajuda romana d'Orient a Liparit. L'emperador va fer de mediador i aconseguí un tractat de pau entre Bagrat i Liparit pel qual aquest últim reconeixia l'autoritat reial però al seu torn era reconegut com a governador de tota la Geòrgia del sud. Aprofitant l'absència del rei, Liparit va fer coronar (1055) com a nou rei al nen Jordi II, fill de Bagrat, en nom del qual va governar. Això va provocar l'aixecament dels aznauris favorables al rei, que encapçalats per Sula Kalmakhéli de Meskhétia, van fer presoner a Liparit i el van enviar a Bagrat. El rei, retornat al país, va obligar a Liparit a agafar els hàbits al Mont Atos, però va perdonar al fill de Liparit, Ivane Liparitisdzé, al que va reconèixer les seves possessions menys el Kldekari, i al que va fer general en cap i el va enviar a lluitar a Kakhétia i Herècia que volia ocupar. Després d'aquesta derrota alguns membres de la família Liparítida van passar al servei de l'Imperi Romà d'Orient on s'esmenten diversos caps militars i administratius de la família al segle xii. Vers el 1110 la branca principal va adoptar el cognom d'Orbeliani pel seu feu d'Orbeti (un castell a Abkhàzia o prop d'aquest territori). Els primers membres de la família a portar el nom d'Orbelian foren Abuleth, fill d'Ivane, sota el regnat de David IV, i el seu cosí Ivane II, primer secretari de Jordi III, del qual el nom del pare no és mencionat.
Els grans nobles del país (els didébulis) van organitzar una gran revolta el 1177 dirigida per l'amirspassalari (cap de l'administració militar) Ivane Orbeliani (Ioan Orbéli) que volia fer rei al seu gendre, el príncep Demetri (Demna), fill de David V. Ivane va enviar alguns parents a demanar ajut al atabeg ildegízida de l'Azerbaidjan (Tabriz) però aquests van arribar tard per impedir que la revolta fos esclafada per Jordi III de Geòrgia, i els caps empresonats. El príncep Demetri va ser cegat i castrat i va morir del suplici. Ivane Orbeliani va ser cegat i el seu germà Kavthar, i el fill Sumbat foren executats. Altres revoltats van ser expropiats i desterrats del país. Els grans nobles van ser substituïts dels seus càrrecs i nomenada gent de classe baixa. Com a nou amirspassalari fou nomenat el turc kiptxak Kubassar; Apridon, un antic vassall d'un aznauri (senyor) fou nomenat msakhourthukhutsessi (cap de govern). El germà d'Ivane, Liparit, que havia estat enviat a Tabriz, va morir a l'exili (Un germà seu de nom desconegut va deixar un fill de nom Elikum que fou el primer dels Orbelian d'Armènia). Això va suposar el final del poder de la dinastia, que després el va reprendre per dues vies:
a) A Geòrgia, un fill de Liparit i germà d'Ivane, de nom també Liparit, retornà a Geòrgia quan la situació es va refredar sota la reina Tamara de Geòrgia (1184-1213); els seus descendents, tot i que amb les seves propietats reduïdes, van esdevenir prominents a Geòrgia i ho van restar. Una branca de la família apareix a partir del 1400 amb el nom de Kachibadze que un segle després origina la família dels Barataixvili, i d'aquestos sorgira una branca que seran els Orbeliani de Geòrgia;
b) A Armènia, on Elikum, nebot d'Ivane (el rebel de 1177) va fundar una branca els caps de la qual foren prínceps a Vaiots Dzor i Siunia. Vegeu Orbelian (Armènia)
Una branca menor, els Kakhaberisdze, va posseir feus a Ratxa i Takvèria a la Geòrgia nord-occidental als segles XI, XII i XIII i sembla que encara els conservaven al segle XV

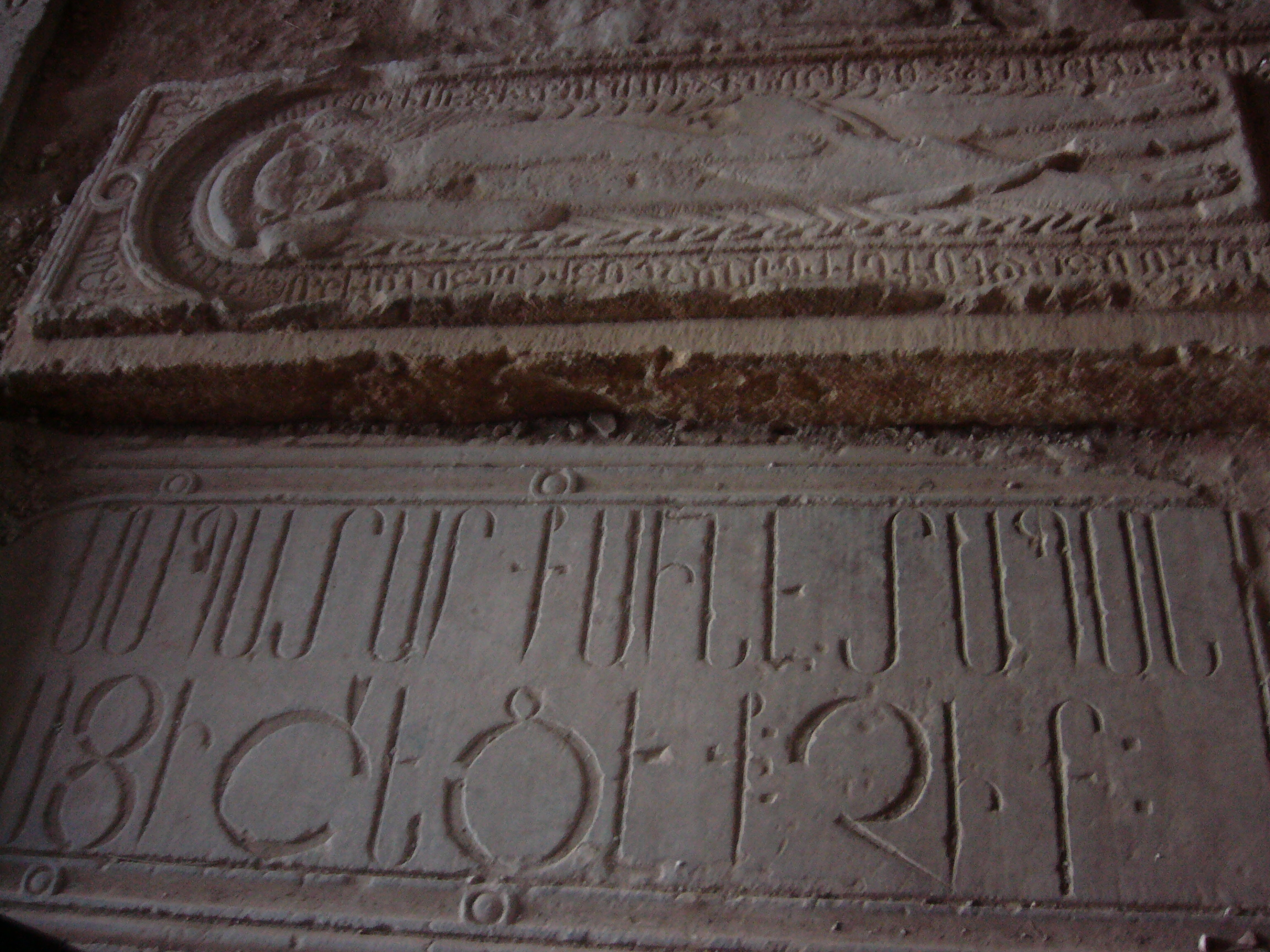
Tombes de Simbaci i Elikum III Orbeliani, a la capella de Sant Gregori al monestir de Noravank.

Honorat per l'atabeg ildeguízida de l'Azerbaidjan, Elikum va romandre a Tabriz i esdevingué un importat oficial que va rebre poder a la Siunia, convertint-se (nominalment, segurament sense cap autèntic sentiment) a l'islam i va morir en una de les guerres de l'atabeg. Va deixar vídua, que era germana d'un bisbe armeni de Siunia, i un fill jove, Liparit. Aquests aviat van convertir-se, involuntàriament, en la muller i el fillastre d'un musulmà notable de Naxçıvan.
En 1211 un exèrcit combinat georgià i armeni manat per Ivane Zakarian arrabassava el control de Siunia a l'estat de l'atabeg Ildegízida. Recordant als Orbelianis (el paper dominant dels quals a Geòrgia havia estat omplert pels Zakarian), Ivane va fer una busca i va localitzar al jove Liparit fill d'Elikum, mercès al cunyat del bisbe, i el va establir com senyor feudal de Vaiots Dzor i vers el 1212 el rei de Geòrgia el va nomenar príncep de Siunia. Reforçat per aliances de matrimoni i les seves relacions feudals amb els Khaghbakian o Proshian entre d'altres, els Orbeliani van prosperar, construint o donant suport a una xarxa de monestirs esplèndids (el més notable dels quals és el de Noravank), recollint i conservant manuscrits importants, i altres inscripcions; cada monestir medieval a Vaiots Dzor té inscripcions que enregistren el seu patronatge. El domini feudal de Geòrgia va durar fins a l'arribada dels mongols el 1225.
L'arribada del mongols imposava la necessitat d'actuar amb rapidesa. El 1251 i 1256, el príncep Simbaci Orbelian, prudent i multilingüe, feia el pelegrinatge obligat a Karakorum, portant una joia esplèndida i benediccions divines, i va persuadir a Mongke, fill de Genguis Khan, el governant mongol, de fer de Siunia i les seves esglésies un feu mongol exempt d'impostos sota el directe patronatge del gran kan (o com a mínim de la seva mare cristiana). La família expandia la seva influència, ajudada per una aparentment simpatia genuïna reciproca amb els mongols, com a mínim fins que aquests es convertiren a l'islam. El 1286, l'erudit de la família, l'historiador Stepanos (Esteve Orbelian), feia el pelegrinatge al regne d'Armènia Menor a Cilícia i fou nomenat metropolità (arquebisbe) de la nova seu ampliada de Siunia; va escriure una història de la seva família el 1297.
El feu es va dividir en tres de 1290 a 1300, sent després reunits per Burtel Orbelian, que governava un principat que floria i fou finalment nomenat emir de les capitals mongoles de Sultaniya i Tabriz. Aquesta cooperació propera amb els governants mongols tenia el seu preu. Uns quants Orbelians moriren en les campanyes del kan lluny de casa, i un va passar 12 anys captiu a Egipte abans de ser rescatat. Els Orbelians sobrevisqueren a l'arribada de Tamerlà i les seves hordes de turcmans durant els anys 1380, però l'esfondrament de l'imperi timúrida i les lluites entre faccions que disputaven entre elles, va suposar una real amenaça. Simbaci Orbeliani, l'últim governant de la família a la Siunia, va escollir el costat equivocat i, després de la captura del seu baluard de Vorotnaberd (sud de Sisian) el 1410, va fugir a Geòrgia, on va morir. L'annexió definitiva fou el 1437. Doulandoukht, la filla del seu darrer príncep Beschken II (germà de Simbaci), es va casar vers 1410/1411 amb el rei Alexandre I de Geòrgia. Els Orbelians aconseguiren retenir propietats a Vaiots Dzor durant tot el segle xv, encara que molts d'ells emigraren amb als seus parents cap a Geòrgia. Vegeu Orbeliani (Geòrgia).
En les llistes que segueixen algunes filiacions i numeracions de prínceps homònims són conjecturals. Segons Cyrille Toumanoff, els prínceps exercitaren sovint el poder com caps de la «Casa indivisa». Per això, en certes genealogies com a la de Stockvis, a l'obra de Marie-Félicité Brosset, fins i tot els fills petits són dotats d'un número d'ordre.

## Lipàrides
- Vers el 980: Liparit I, contemporani de Bagrat III l'Unificador;
- Després de 1014-1023: Zviad, fill de Liparit I, que fa inhumar al rei Bagrat III l'Unificador el 1014;
- Mort el 1021: Hrat I, fill de Liparit I, general dels exèrcits georgians sota Jordi I de Geòrgia, mort a la batalla de Shirimni 11 de setembre de 1021;
- Mort el 1022: Liparit IIII, el seu fill;
- 1022- ???? : Hrat II, son germà;[5]
- 1022-1059: Liparit IV, fill de Liparit III, aliat i després adversari del rei Bagrat IV de Geòrgia, eristhavi de Kartli, eristhavi dels eristhavis, mort monjo a Constantinoble sota el nom d'Antoni.
- 1047-1048: Hrat III, fill de Liparit IV, mort al servei de l'Imperi Romà d'Orient;
- 1059-1080/89: Ivane I, fill de Liparit IV, duc de Margvéti i d'Orbéti-Samshvildé;
- 1089-1093: Liparit V de Trialeth, fill d'Ivane I, empresonat per David IV de Geòrgia;
- 1093-1101: Hrat IV, el seu fill, mort el 1101.

## Orbelian
- 1121-???? : Abuleth Orbelian, fill d'Ivane (III), sota David IV de Geòrgia;
- ????- ???? : Ivane IV, el seu fill, mort el 1145;
- 1101-1128: Ivane II Orbelian, príncep de Lorí-Somkhètia sota David IV de Geòrgia;
- 1128-1161: Simbaci I, el seu fill, sota Demetri I de Geòrgia, mort monjo sota el nom de Simó
- 1128- 1161: Simbaci I, el seu fill
- 1161-1177: Ivane V, el seu fill, «cap dels Mandatores », cegat el 1177, mort el 1183 en el moment de la conspiració contra Jordi III de Geòrgia
- 1177-1177: Simbaci II, el seu fill, executat el 1177;
- 1177-???? : Liparit VI, el seu oncle, mariscal el 1185;
- ????-1177: Kavthar, el seu germà, executat el 1177;
- 1175-1187: Elikum o Elekum I, fill de Liparit VI, príncep de Vaiots Dzor;
- 1184-???? : Ivane VI, fill de Liparit VI, duc d'Orbeti-Samshvilde.

## Prínceps Orbelian de Vaiots Dzor i Siunia
- 1175-1187: Elikum I, fill de Liparit VI;
- 1187-1225: Liparit I, el seu fill, príncep de Vaiots Dzor el 1202;
- 1225-1250: Elikum II, el seu fill, príncep de Vaiots Dzor;
- 1250-1273: Simbaci III, el seu germà, príncep de Vaiots Dzor, d'Orotn i d'Ourts, « rei de Siunia » vers 1251;
- 1273-1290: Tarsayitch I, el seu germà príncep, d'Orotn;
- 1290-1300: Elikum III, el seu fill;
- 1300-1340: Burtel I, el seu fill;
- 1340-1349: Beshken I, el seu fill;
- 1349-1407: Burtel II, fils d'Ivane, el seu nebot;
- 1407-1421: Simbaci IV, son germà, príncep d'Orotn i d'Ouplistsikhé; la major part del feu ocupat pels timúrides (1410)
- 1421-1437: Beshken II, el seu fill (mort el 1438), príncep de Lorí-Somkhètia.